# Lyonel Feininger
Lyonel Feininger (New York, 17. srpnja 1871. – New York, 13. siječnja 1956.), američki slikar njemačkog podrijetla
Bio je virtuoz na violini te karikaturist i ilustrator njemačkih, francuskih i američkih časopisa. Od 1907. aktivno je sudjelovao u njemačkim likovnim pokretima. Prema modificiranoj kubističkoj fakturi i koloritu blizak je skupini "Der Blaue Reiter", a bio je suradnik škole za primjenu umjetnosti u industiriji "Bauhaus". Nakon dolaska nacista na vlast, odlazi u SAD.